# Ceratina richardsoniae
Ceratina richardsoniae là một loài Hymenoptera trong họ Apidae. Loài này được Schrottky mô tả khoa học năm 1909.